# Tjele Kommune
| Strukturdaten       | Strukturdaten  |
| ------------------- | -------------- |
| Sitz der Verwaltung | Ørum           |
| Fläche              | 273,38 km²     |
| Einwohner           | 8.669 (2006)   |
| Kommune seit 2007   | Viborg Kommune |

Tjele Kommune war bis Dezember 2006 eine dänische Kommune im damaligen Viborg Amt in Jütland. Seit Januar 2007 ist sie zusammen mit der “alten” Viborg Kommune, der Bjerringbro Kommune, der Fjends Kommune, der Karup Kommune, der Møldrup Kommune und dem Schuldistrikt Hvam der Aalestrup Kommune Teil der neuen Viborg Kommune.
Tjele Kommune entstand im Zuge der dänischen Verwaltungsreform von 1970 und umfasste folgende Sogn:
- Bigum Sogn
- Hammershøj Sogn
- Kvorning Sogn
- Lindum Sogn
- Løvel Sogn
- Nørre Vinge Sogn
- Pederstrup Sogn
- Rødding Sogn
- Tjele Sogn
- Vammen Sogn
- Vejrum Sogn
- Viskum Sogn
- Vorning Sogn
- Ørum Sogn